# Saccacoelioides pearsoni
Saccacoelioides pearsoni är en plattmaskart. Saccacoelioides pearsoni ingår i släktet Saccacoelioides och familjen Haploporidae. Inga underarter finns listade i Catalogue of Life.